# Єжево (Вармінсько-Мазурське воєводство)
Єжево (пол. Jeżewo) — село в Польщі, у гміні Кентшин Кентшинського повіту Вармінсько-Мазурського воєводства.
Населення — 74 особи (2011).
У 1975-1998 роках село належало до Ольштинського воєводства.

## Демографія
Демографічна структура станом на 31 березня 2011 року:
|          | Загалом | Допрацездатний вік | Працездатний вік | Постпрацездатний вік |
| -------- | ------- | ------------------ | ---------------- | -------------------- |
| Чоловіки | 30      | 9                  | 19               | 2                    |
| Жінки    | 44      | 15                 | 22               | 7                    |
| Разом    | 74      | 24                 | 41               | 9                    |